# Ammogarypus lawrencei
Ammogarypus lawrencei är en spindeldjursart som beskrevs av Beier 1962. Ammogarypus lawrencei ingår i släktet Ammogarypus och familjen gammelekklokrypare. Inga underarter finns listade i Catalogue of Life.